# Rafał Moucka
Rafał (Rafael) Moucka – polski wspinacz i przedsiębiorca. W 2001 r. dokonał pierwszego przejścia drogi wspinaczkowej Pandemonium na skale Gołębnik (Podzamcze, Jura Krakowsko-Częstochowska). Obecnie jest ono uznawane za pierwsze przejście drogi wspinaczkowej o trudności VI.8 (9a) w wykonianiu polskiego wspinacza. Drugiego przejścia Pandemonium dokonał po 13 latach Łukasz Dudek, potwierdzając stopień trudności zaproponowany przez autora. W latach 2002–2004 Rafał Moucka wytyczył na Jurze Krakowsko-Częstochowskiej jeszcze trzy drogi skalne (Arachnofobia 2002 r, Sen Astralny 2003 r, Mental Terror 2004 r), których trudność obecnie oceniana jest na VI.7+.